# پروتکل چهارم (فیلم)
پروتکل چهارم (انگلیسی: The Fourth Protocol) فیلمی بریتانیایی در سبک جاسوسی و مهیج به کارگردانی جان مکنزی است که در سال ۱۹۸۷ منتشر شد.

## بازیگران
- مایکل کین
- پیرس برازنان
- ند بیتی
- جوانا کسیدی
- جولیان گلاور
- مایکل گاف
- مت فروئر
- ایان ریچاردسون
- سَـم داگلاس
- کریس واکر
- جان هورسلی
- میک فورد
- متیو مارش